# Pátá hora
Pátá hora je román vyprávějící o proroku Eliášovi a jeho cestě životem. Děj se odehrává kolem roku 800 př. n. l. v zemi zvané Fénicie, v Izraeli nazývané Libanon.
Příběh vychází ze starozákonního vyprávění o proroku Elijáši (1. královská; kap. 17–19). Spisovatel příběh v mnohém pozměnil a obohatil.

## Děj románu
Začátek knihy nás zavede do galádské stáje, kde čekají dva muži na smrt. Jeden z nich je prorok Eliáš. Nakonec už to duševní trýznění nevydrží a vnitřně vyrovnaní s blížícím se koncem jejich dnů na zemi se vydávají vstříc vojákům. Jdou ulicemi a tu náhle jeden z nich padne mrtev k zemi. Eliáš se otočí na střílejícího útočníka a očekává stejný konec. Leč lukostřelec se zalekne toho co se stalo. On nejlepší lukostřelec z mužstva nezasáhl na deset metrů cíl a zastřelil osobu vedle. Mířil totiž na Eliáše. Pomyslí si, že bůh asi nechce aby ho zastřelil a tak uklidí šíp zpět do toulce otáčí se a jde pryč. Nechce aby ho stihlo neštěstí, protože jednal proti přání toho nejvyššího.
Eliáš se pomalu vzpamatovává z šoku, poslechne hlas svého anděla strážce a jde se schovat k břehům potoka Karit. U potoka přemýšlí co se vlastně stalo. Jednou ráno pracoval v dílně a zrovna dodělával jeden stůl. Náhle se mu zjevil Anděl Páně a říká. "Jdi k králi Achabovi a řekni mu, že jestli bude násilně obracet lidi od víry v boha, tak v Izraeli nebude pršet, dokud se nesjedná náprava"
Eliáš udělal co mu bylo řečeno. Při slyšení u krále byla také nová královna Jezabel, původně Sidonská princezna, která v Eliášovi viděla nepřítele a rozhodla se ho zbavit pomocí vojáků. To ona přesvědčila krále, aby místo Hospodina byli uctívání bohové libanonští. A věřila že bůh Baal jí poslal na svět, aby obrátila na jeho víru celé národy. Chytře a trpělivě pracovala na tomto úkolu a teď v Eliášovi viděla hrozbu pro její celoživotní dílo.
Po krátkém čase stráveném u břehů potoka, povídáním si sám se sebou nebo směrem k havranovi se Eliášovi opět zjevil anděl a povídá. "Znič Jezabel. Ale nemůžeš ničit dřív, než se naučíš obnovovat. Teď jdi do Sarepty Sidonské, vyhledej vdovu a buď tam. Ženě jsem přikázal aby tě živila, za to jí v misce neubude mouky a v nádobě neubude oleje i když z nich bude brát."
Řadu dní Eliáš putoval k údolí, kde leželo město Sarepta, svými obyvateli nazývané Akbar. Setkal se s vdovou a ta ho přes zjevnou nevoli ubytovala u sebe. Přece jen to byl nepřítel jejich královny Jezabel, ale tradice jí přikazovala poskytnout útočiště cizincům.
Jednoho dne se vdově těžce roznemohl syn a nakonec umřel. Všichni z toho neštěstí vinili cizince. Vykonali s ním soud, kde ho odsoudili k smrti. Nejdříve však měl vyjít na Pátou horu a žádat tamější bohy o odpuštění. Poté ho buď zabijí bohové a když ne, tak až se vrátí, tak ho popraví vesničané. Jak rozhodli tak vykonali. Odvedli Eliáše na Pátou horu a čekali co se bude dít. Eliáš vystoupal do kopce, žádné bohy nenašel. Sedl si na kámen a začal plakat, že zrovna ženě u níž byl ubytován musel zemřít syn. Nechápal souvislosti. Náhle se mu zjevil Anděl a povídá. Až se vrátíš do města požádej tři krát, aby chlapec ožil. Potřetí tě Pán vyslyší. Eliáš udělat co mu bylo řečeno a chlapec ožil. Od té doby si lidé ve vesnici Eliáše považovali a zároveň se báli jeho moci.
Eliáš dále žil u vdovy a jejího syna a pomáhal kde se dalo. Tu radou tu rozřešením pře mezi sousedy. Vesničané si ho začali vážit pro jeho moudrá rozhodnutí. Zanedlouho se po vesnici roznesla zpráva, že u vstupu do údolí nedaleko vesnice se utábořili Asyřané. Vojáci, jež kudy prošli, tudy pustošili. Nejdříve tomu lidé nevěnovali žádnou pozornost, ale když se vojenské ležení rozrostlo a už se schylovalo k válce. Přece jenom se snažili vycvičit své vojáky na obranu. Eliáš se snažil mezi oba tábory nastolí mír, ale zdejší kněz nebyl míru nakloněný a přesvědčil vojevůdce, že je válka nevyhnutelná. Kněz k tomu měl své důvody. Věřil, že když zničí obyvatele Akbaru, tak se vynález zde objevený nerozšíří do celého světa. Tím vynálezem bylo písmo z Byblu, jež Řekové pojmenovali alfa-beta. Velice jednoduché písmo, jemuž se může naučit každý. Kněz věřil, že jednou z nejničivější, nejstrašnější a nejmocnější zbraní je slovo.
Po půl roce čekání začala válka. Netrvala dlouho. Vycvičení Asyřané rozmetali nepřipravenou Akbarskou armádu během jediného dne. Ostatní obyvatelé z Akbaru utekli ještě před útokem. Po boji ve vesnici zůstali jen staří lidé, děti a vdovy. Ale vdova u níž byl Eliáš ubytován a do níž se zamiloval umřela v troskách domu. A když umírala prosila Eliáše a jejího syna aby se o sebe pěkně starali. Její poslední věta zněla. Já jsem Akbar. Vždy když půjdete jeho ulicemi, tak si na mě vzpomeňte. Eliáš se zrovna chtěl vydat na dalekou cestu jinam. Ale vdovčin syn ho přesvědčil aby vypálené město postavili znova aby na matku mohl vzpomínat jako na něco krásného. Když ona prohlásila Já jsem Akbar, tak aby nebyla poničená. Eliáš se nechal přemluvit a spolu s vesničany, kteří zůstali a přežili, začala obnova města. Nejdříve se do práce nikomu nechtělo, když viděli, že nezbyl kámen na kameni, ale později se do obnovy zapojovalo stále více lidí až se jim podařilo město obnovit. Vládcem města se stal Eliáš.
Jednoho dne se do města začali sjíždět lidé, jež uprchli před útokem. I vládce se vrátil a chtěl znovu vládnout. Ale lidé mu to nedovolili. Po čase se Eliášovi opět zjevil Anděl a řekl mu, že je načase opustit Akbar a vrátit se do Izraele vykonat zázrak, aby osvobodil svůj lid. Eliáš předal vládu nad vesnicí synovi vdovy u níž byl prvně ubytován a vydal se na cestu.
Když dorazil do Izraele tak shromáždil proroky u řeky Karmel. Tam je pořádal aby se rozdělili na dva tábory. Na uctívače Baala a na věřící v Hospodina. První skupině předal jednoho volka a žádal je aby jejich bůh přijal jejich oběť. Nedostalo se jim žádné odpovědi. Tak tedy Eliáš vzal své zvíře a obětoval ho podle ponaučení Anděla. V tom oběť vzplála a hned na to se hojně rozpršelo a skončilo čtyřleté období sucha.
Od té chvíle vypukla občanská válka. Syřané napadli zemi a zabili krále Achaba. Jeho manželka Sidonská princezna Jezabel, byla po několika vzestupech a pádech různých vládců zajata a raději se vrhla z okna, než aby se vydala nepříteli.
Eliáš zůstal na hoře až do konce svých dní a poté vstoupil do nebe.

## Česká vydání
- Pátá hora, překlad Pavla Lidmilová, Argo, 1998, 1999, 2006